# Regina Rheda
Regina Rheda (Santa Cruz do Rio Pardo, 1957) é uma escritora brasileira, autora de romances e contos.  Sua prosa abrange temas urbanos, migração transnacional, conflito de classes e direitos animais. 

## Carreira
Antes de tornar-se escritora, trabalhou com cinema, video e televisão, tendo sido realizadora de curtas-metragens, como as neochanchadas musicais Fuzarca no Paraíso e Folguedos no Firmamento. Folguedos no Firmamento é sobre a aviadora brasileira Ada Rogato.
Ganhou um prêmio Jabuti (1995) com sua primeira antologia de contos, intitulada Arca sem Noé – Histórias do Edifício Copan, traduzida para o inglês em 2005 como Stories From the Copan Building e publicada no volume First World Third Class and Other Tales of the Global Mix, lançado pela University of Texas Press. Esse volume também contém a tradução do romance Pau-de-arara classe turística e de outros contos, além de um escrito originalmente em inglês. 
Seu romance Humana festa (Record, 2008) aborda a abolição total da exploração animal, ou veganismo, como tema principal. 
Rheda mora nos Estados Unidos desde 1999.

## Obras

### Romances e livros de contos
- Arca sem Noé - Histórias do Edifício Copan. (Contos). Rio: Record, 2010, segunda edição. ISBN 978-85-01-08766-9. A primeira edição é de 1994, pela editora Pauliceia.
- Pau-de-arara classe turística. (Romance). Segunda edição em formato e-book em 2013. ISBN 978-0-615-75095-8. A primeira edição é de 1996, pela Record.
- Amor sem-vergonha. (Contos).  Rio de Janeiro:  Record, 1997. ISBN 85-01-04600-0.
- Livro que vende. (Romance). São Paulo:  Altana, 2003. ISBN 85-87770-20-9.
- Humana festa. (Romance). São Paulo: Record, 2008. ISBN 978-85-01-08116-2.

### Livro infantil
- A astrobolha de sabão. Texto de Regina Rheda e ilustrações de Ana Mara Abreu. São Paulo:  Editora Rios, 1983.

### Participação em coletâneas de vários autores
- "O santuário". (Conto). Em Pátria estranha. São Paulo: Nova Alexandria, 2002. ISBN 85-7492-029-0
- "Dona Carminda e o príncipe". (Conto). Em Histórias dos tempos de escola. São Paulo: Nova Alexandria, 2002. ISBN 85-7492-051-7
- "A frente". (Conto. Versão em português do conto “The Front”, originalmente escrito em inglês). Em Mais trinta mulheres que estão fazendo a nova literatura brasileira. Rio: Record, 2005. ISBN 85-01-07194-3
- "The Sanctuary". (Tradução do conto "O santuário". Trad. Charles A. Perrone.). Em Luso-American Literature: Writings by Portuguese-Speaking Authors in North America. New Brunswick: Rutgers University Press, 2011. ISBN 978-0-8135-5058-9
- "O mau vizinho". (No original em português, e em tradução para o inglês de Adria Frizzi e REYoung). Em Contrapuntos II. E-book. Digitus Indie Publishers, 2014.
- "Falta d'água". Em Crônicas Brasileiras: a Reader. University Press of Florida, 2014.

### Obras escritas em inglês
- "The Metaphor Peddler”. (Conto). Revista online americana Unlikely Stories Mark V. Novembro 2024.
- "The Front". (Conto). Em First World Third Class and Other Tales of the Global Mix. Austin: University of Texas Press, 2005.

### Obras traduzidas para outros idiomas
- First World Third Class and Other Tales of the Global Mix. (Volume com a tradução para o inglês dos livros Arca sem Noé - histórias do edifício Copan e Pau-de-arara classe turística, e dos contos "A princesa encantada" e "O santuário", contendo também o conto "A frente", que foi escrito originalmente em inglês). Austin:  University of Texas Press, 2005. Tradutores: Charles A. Perrone, Adria Frizzi, REYoung e David Coles. ISBN 0-292-70699-5
- "Miss Carminda and the Prince". (Tradução para o inglês do conto "Dona Carminda e o príncipe"). Revista Meridians. Smith College/Indiana University Press, outono de 2004. Tradução: Lydia Billon.

"Dona Carminda e o príncipe" também está publicado em croata (tradução: Jelena Bulic) na revista literária Sic (Universidade de Zadar).
- "The Sanctuary". (Tradução para o inglês do conto "O Santuário"). Republicado na antologia Luso-American Literature: Writings by Portuguese-Speaking Authors in North America. New Brunswick: Rutgers University Press, 2011. ISBN 978-0-8135-5058-9
- Humana Festa, a Novel. (Tradução para o inglês do romance Humana festa). Columbus: The Educational Publisher, 2012. Tradutor: Charles A. Perrone. ISBN 978-1-934849-96-5

### Tradução
- Jaulas vazias - encarando o desafio dos direitos animais (Empty Cages), de Tom Regan. Porto Alegre: Lugano, 2006.

- Material do website/blog Animal Rights: The Abolitionist Approach, (Direitos animais: a abordagem abolicionista) do professor Gary L. Francione.

- Introdução aos direitos animais: seu filho ou o cachorro? (Introduction to Animal Rights: Your Child or the Dog?), de Gary L. Francione. Campinas: Editora da Unicamp, 2013. ISBN 978-85-268-0997-0